# Елдермен
Скалното светилище при връх Елдермен се намира се на около 1,5 km от село Старосел, Област Пловдив.

## Откритие
Светилището е открито по време на теренно проучване през октомври месец 2010 година от д-р Георги Мишев.

## Описание и особености
В подножието на върха е разположена разкопана от иманяри могила. Непосредствено под върха се намира огромен вторично изсечен басейн в скалния масив, с дължина 2 m и дълбочина 0,30 m. При басейна има оформен улей, който отвежда в посока изток, което е свидетелство за пряка връзка с култа към Слънцебога при древните траки. В близост до скалния басейн се наблюдават разпилени множество керамични фрагменти, вероятно изхвърлени от иманярски изкоп в близост до обекта.
Свидетелство за култа към Слънцебога при самия връх е грубо оформен в скалата диск обърнат на югоизток. Подножието на скалата също е осеяно с керамични фрагменти. От скалата с изсечения диск се открива гледка към Долнотракийската низина (подобно на храмът при Четиньова могила край Старосел).
На няколко места при връх Елдермен могат да се видят типичните за древнотракийската обредност издълбани в скалите ями и жертвеници – характерни и за мегалитното светилище в местността Момини гърди. Наличието наличието на култови обекти при връх Елдермен и Момини гърди, които са в непосредствена близост до култовия комплекс при Четиньова могила, а също и тяхната визуална връзка с храма в нея, който е възникнал също върху древно скално светилище, показва принадлежността на изброените светилища, а и на останалите светилища в района, към един общ култов център, където е изповядван почитта към Великата Богиня майка - олицетворявана като Планина, Планински връх и същевременно като подмогилна утроба и към Слънцебога вярван като слънчевата светлина, проникваща в утробния мрак на подмогилния храм или като слънчевия скален диск, съединяващ небесната светлина и земната сила.